# Кравченко Олег Вікторович (військовик)
Оле́г Ві́кторович Кравченко (23 березня 1977, м. Покров, Дніпропетровська область, Українська РСР — 29 серпня 2016, Павлопіль, Волноваський район, Донецька область, Україна) — старший солдат Збройних сил України, учасник війни на сході України (21-й окремий мотопіхотний батальйон, 56-та окрема мотопіхотна бригада), псевдо «Тихон».
Загинув під час мінометного обстрілу Павлополя (Волноваський район, Донецька область).
Похований у місті Покров, Дніпропетровська область.
По смерті залишилися дружина та син.

## Нагороди
Указом Президента України № 23/2017 від 3 лютого 2017 року «за особисту мужність, виявлену у захисті державного суверенітету та територіальної цілісності України, самовіддане виконання військового обов'язку» нагороджений орденом «За мужність» III ступеня (посмертно).